# 印度洋鰻鯰
印度洋鰻鯰，為輻鰭魚綱鯰形目鰻鯰科的其中一種，分布於印度西太平洋區，從印度、斯里蘭卡至巴布亞紐幾內亞海域及半鹹水、淡水域，體長可達150公分，生活在沿海、河口區、溪流，為底棲性魚類，屬肉食性，以甲殼類、魚類及軟體動物等為食，可做為食用魚，前鰭棘具有強大的毒液。